# Frage
Eine Frage ist eine Äußerung, die eine Antwort herausfordert. Frage und Antwort bilden ein Begriffspaar. Im einfachsten Fall kann eine Frage als der Inhalt eines Fragesatzes verstanden werden, diese Bestimmung ist jedoch nicht erschöpfend. Die Rolle der Frage in der Kommunikation bestimmt die linguistische Pragmatik als Sprechakte, speziell als illokutive Akte. Mit einer sachbezogenen Frage bezweckt der Fragende i. d. R. in der Antwort zusätzliche Sachinformationen von anderen zu erhalten.
Direkte Fragen (z. B. „Wie alt sind Sie?“) enden in der Schreibung im Deutschen stets auf ein Fragezeichen. Formal-linguistisch betrachtet ist die Antwort dann ein Satz oder Satzteil, der eine Leerstelle ausfüllt, die in der Frage u. a. als Fragewort oder als fragende Intonation angezeigt werden kann. Auch eine Bitte (verstanden als höflich vorgetragener Wunsch) oder eine Aufforderung kann die Form einer direkten Frage annehmen, wenn sie die Angesprochenen zu Handlungen veranlassen, sodass Antworten in diesen Fällen keine sprachlichen Äußerungen sein müssen.
Nicht alle Fragesätze haben denselben Aufforderungscharakter wie direkte Fragen, so zum Beispiel rhetorische Fragen, bei denen die eigentliche Aufforderung vom propositionalen Gehalt des Fragesatzes abweicht (eine Form von Ironie). Indirekte Fragen transportieren den Inhalt einer Frage, äußern aber keine ausdrückliche Aufforderung. So spricht z. B. „Mich würde interessieren, wie alt Sie sind.“ einen Wunsch nach Information aus, aber keine direkte Aufforderung an das Gegenüber, diese preiszugeben. Dies kann ein bewusst gewähltes Mittel der Höflichkeit sein, weil die Befragten so die Aufforderung übergehen können, ohne sie ausdrücklich zurückweisen zu müssen.

## Fragenkataloge
In diesem Abschnitt werden verschiedene Fragesituationen mit ihren charakteristischen Fragekomplexen aufgelistet. Für verschiedene Bedeutungstypen von Fragen siehe die Einteilung unter Fragesatz.

### Managementsysteme
Prüffragen oder Anforderungskataloge können in Managementsystemen von Organisationen zur Zertifizierung eingesetzt werden oder um zu beurteilen, ob definierte Ziele, Reifegrade oder Qualitätsstufen erreicht wurden. Sie können in betriebswirtschaftlichen oder politischen Zusammenhängen dazu dienen, durch wiederholten Einsatz die Einhaltung von Standards zu kontrollieren, oder um Systeme, Organisationen oder Prozesse vergleichbar zu machen (Benchmarking).

### Politische Fragen
In der Politik steht „Frage“ oft als Schlagwort für ein komplexes Problem von großer Bedeutung, das über das Technische hinaus z. B. eine ideologische oder nationale Komponente enthält und über längere Zeit nicht gelöst im Sinne einer allgemein akzeptierten Antwort ist. Oft wird eine solche Frage auch neu aufgeworfen, wenn sich eine vorher akzeptierte Antwort nicht mehr als akzeptiert oder tragfähig erweist. Beispiele sind: Deutsche Frage, Rentenfrage, Schleswig-Holstein-Frage, Römische Frage, Orientalische Frage, Judenfrage oder die K-Frage.
Im Parlamentarismus ist die Fragestunde ein regelmäßig stattfindender Tagesordnungspunkt, bei dem die Abgeordneten mündliche Fragen an die Exekutive stellen können.

### Kardinalfrage
Juristen beurteilen ihnen unterbreitete Sachverhalte des Zivilrechts anhand der Frageformel: „Wer will was von wem woraus?“
So wird schnellstmöglich klar,
- um wessen Interessen es geht (wer)
- welches Begehren, z. B. Leistung, Feststellung, Gestaltung, abstrakt in Betracht kommt (will)
- um welchen Anspruchsinhalt es konkret geht (was)
- wer Gegner oder Partner ist oder sein soll (von wem)
- welche Anspruchsgrundlagen das Begehren decken können (woraus).

### Journalistische Darstellung
Die klassische Nachricht beantwortet die Fragen Wer?, Was?, Wann?, Wo?, Wie? und Warum? in der Reihenfolge ihrer Wichtigkeit.
Beispiele:
- Die Bundeskanzlerin ist gestern nach Peking gereist, um in Begleitung deutscher Wirtschaftsvertreter mit dem chinesischen Staatspräsidenten Fragen des Wirtschafts- und Kulturaustausches zu erörtern.
- Ein Unbekannter hat gestern Nacht die Tür einer Domkapelle mit einer Brechstange zerstört. Aus dem Gotteshaus wurde nichts entfernt. Polizei und Kirchenverwaltung stehen vor einem Rätsel.

### Menschheitsfragen
Bestimmte umstrittene Probleme, die die conditio humana betreffen und sich zwar als Bedürfnis stellen, werden als die Menschheitsfragen bezeichnet.

### Wissenschaftliche Fragen
Ein Forschungsprojekt muss sich durch folgende Fragen bestimmen lassen:
- Was ist das zu lösende Problem?
- Welche Annahmen habe ich über das Problem?
- Wie definiere ich den Untersuchungsgegenstand?
- Wie ist der Gegenstand? (beschreibende, „deskriptive“ Aussagen)
- Warum ist der Gegenstand (so)? (erklärende, „kausale“ Aussagen)
- Wie wird sich der Gegenstand künftig entwickeln? (voraussagende, „prognostische“ Aussagen)
- Wie bewerte ich den Gegenstand? (bewertende, „normative“ Aussagen)
- Was sollte man in Bezug auf den Gegenstand tun? (empfehlende Aussagen)

## Fragetypen

### In Sozialforschung und Journalistik
In Interviews und Fragebögen in Journalistik und empirischer Sozialforschung oder Psychologie nehmen Frage eine methodische Stellung ein bzw. werden bzgl. ihres methodischen Werts beurteilt und kategorisiert. Eine zu schulende Fragetechnik kann je nach Zielvorgabe die Tendenz zu bestimmten Antworten verstärken bzw. solche verzerrenden Effekte zugunsten einer Ermittlung unbekannter Gegebenheiten vermeiden, diese genau bestimmen oder diese explorativ „abtasten“. Man unterscheidet:
Geschlossene vs. offene Fragen
Geschlossene Fragen sind solche, die kurz und eindeutig beantwortbar sind, z. B. mit ja/nein oder nein. Dabei wird also um Bestätigung oder Zurückweisung eines infrage stehenden Behauptung gebeten, zum Beispiel: „Sind Sie verheiratet?“. Es gibt eine „Geschlossene Menge“ möglicher Antwortoptionen (z. B.: „Auf einer Skala von 1-10, wie sehr trifft auf sie zu, dass...“). Solche Fragen liefern für jeden Befragten einen Satz von Werten, anhand derer differenzierend verschiedene Befragte verglichen und die Verteilung der möglichen Antworten über die einzelnen Punkte („Items“) ermöglichen.
Offene Fragen hingenen werden eher „entdeckend“ als quantifizierend eingesetzt. Diese Fragen lassen sich in der Regel nicht mit einem einzelnen Wort oder einem Satz beantworten; es gibt keine abgeschlossene Menge von Antwortoptionen, sondern es ist dem Befragten freigestellt, was und in welcher Form er antwortet. Beispiel: „Was waren die entscheidenden Ereignisse in Ihrer Kindheit?“
Alternativfragen vs. Suggestivfragen
Alternativfragen (auch: Ja-Ja-Fragen) geben der befragten Person nur die Möglichkeit, zwischen zwei oder mehr vorgegebenen Antworten zu wählen. Suggestivfragen geben vermeintlich richtige bzw. „sozial erwünschte “Antwort bereit in der Frage vor, z. B. indem die Fragesteller Wertungen in die Frage einfließen lassen. Beispiel: „Meinen Sie nicht auch, dass die Bundesregierung wegen ihrer miserablen Politik abgewählt werden sollte?“ -  Durch die Abqualifizierung „…wegen ihrer miserablen Politik“ wird deutlich gemacht, dass die Antwort „Ja“ erwünscht ist. Aber auch Alternativfragen können etwas suggerieren. So könnte in einem Verkaufsgespräch die Frage „Möchten Sie den Artikel lieber in Weiß oder in Schwarz?“ fallen; es wird suggeriert, dass der Kunde auf jeden Fall einen Artikel will und auf jeden Fall in einer dieser beiden Farben.
Rhetorische Fragen
Rhetorische Fragen sind solche, die keine Antwort erwarten, sondern vielmehr eine Einstellung des Fragenden zum Ausdruck bringen. „Muss ich das schön finden?“ kann so z.B: gefragt werden, um darauf hinzuweisen, wie sehr einem etwas gefällt. Bestenfalls erwartet der Fragende hier Zustimmung zu seiner ironisch zum Ausdruck gebrachten Haltung.

### In asymmetrischen  Machtverhältnissen
Nach Elias Canetti sind „Fragen auf Antworten bedacht“. „Wo das Fragen als Mittel der Macht geübt wird, schneidet es als Befehl wie ein Messer in den Leib des Gefragten.“ Jede auf Antworten abzielende Frage beinhaltet mindestens einen unausgesprochenen Befehl an den Befragten, nämlich zu antworten.
Inquisitorische Frage
In einer Fangfrage wird keine „richtige“ Antwort, sondern eine Rechtfertigung gefordert bzw. in ihr ist eine Anweisung, sich unterzuordnen implizit. Beispiel: „Ihnen ist aber schon klar, dass ihr Verhalten gesetzeswidrig ist?“ - Die Antwort „Nein“ hat zur Folge, dass der Befragte seine Handlung also selbst nicht beurteilen kann und diese Beurteilung vom Fragenden authoritativ übernommen werden kann. Die Antwort "ja" bestätigt die Unrechtmäßigkeit des Verhaltens, so dass dieses sanktioniert werden kann.